# Saint-Paul (Vosges)
Saint-Paul é uma comuna francesa na região administrativa de Grande Leste, no departamento de Vosges. Estende-se por uma área de 4,9 km². Em 2010 a comuna tinha 163 habitantes (densidade: 33,3 hab./km²).